# Harvest Moon: Tree of Tranquility
Harvest Moon: Tree of Tranquility (牧場物語 やすらぎの樹 Bokujō Monogatari: Yasuragi no Ki, Harvest Moon: Tree of Peace) là trò chơi video mô phỏng nông trại do Marvelous Interactive phát hành ngày 7 tháng 6 năm 2007 tại Nhật Bản, Natsume phát hành ngày 30 tháng 9 năm 2008 tại Bắc Mỹ, Rising Star Games phát hành ngày 9 tháng 10 năm 2009 tại Châu Âu và Nintendo Australia phát hành ngày 22 tháng 10 năm 2009 tại Úc. 
Trò chơi được phát hành cho hệ máy Wii của Nintendo và là tựa đầu tiên trong loạt Story of Seasons phát triển cho máy Wii.
Tại Nintendo World 2006 Wii Experience, hãng phối hợp với Club Nintendo tặng bò nhồi bông cho 1.000 khách tham dự.
Phần tiếp theo của trò chơi có tựa là Harvest Moon: Animal Parade phát hành một năm sau đó.

## Cốt truyện
Trong Tree of Tranquility, mục tiêu của cốt truyện là đánh thức Harvest Goddess. Điều này được thực hiện bằng cách giúp các Harvest Sprite tạo ra các cầu vồng và thu thập một số "huy hiệu". Sau khi đã tạo ra tất cả các cầu vồng, Harvest Goddess sẽ thức tỉnh lại và trò chơi tiếp tục vô thời hạn.
Mother Tree của Harvest Goddess đã tồn tại ở trên đảo Waffle nhiều năm, nhưng cây đã chết cách đây mười năm. Một số người cho rằng đó là do cây đã quá già. Những người khác nói rằng cây chết vì không còn ai quan tâm đến cây nữa sau khi người dân không tôn trọng nó. Sau cái chết của cây thần, mọi thứ trở nên u ám. Gió ngừng thổi, mặt trời ít chiếu sáng hơn, biển động dữ dội, mọi người tránh mặt nhau và cầu vồng nổi tiếng một thời của hòn đảo đã biến mất. Harvest Goddess sống cùng cái cây, nên khi cây chết đi thì không ai còn nghe tin gì về cô ấy nữa.
Người chơi vào vai một thanh niên trẻ tuổi, tình cờ đọc tin về Waffle Island trong một cuốn sách nhỏ, quyển sách mô tả hòn đảo như một "thiên đường của những chủ trang trại" và quyết định bắt đầu cuộc sống nông dân mới ở đó. Trên đường đi, người chơi vướng phải một cơn bão dữ dội. Trong đêm, người chơi bỗng nằm mơ thấy một cô gái xinh đẹp lạ kỳ. Người chơi sau đó thức dậy tại Sundae Inn, và được dân làng xung quanh giải thích về lịch sử của Harvest Goddess và Mother Tree. Thị trưởng Hamilton nghi ngờ rằng người phụ nữ xinh đẹp trong giấc mơ của người chơi chính là Harvest Goddess. Từ đó người chơi có nhiệm vụ phải cứu lấy hòn đảo và khôi phục thị trấn trở lại vinh quang như trước đây.

## Lối chơi
Người chơi sẽ vào vai một nông dân lãnh trọng trách điều hành một nông trại. Là một phần của nhiệm vụ này, người chơi phải trồng trọt và bán chúng, cũng như chăn nuôi gia súc gia cầm để bán các sản phẩm từ chúng. Ngoài các mục tiêu này, người chơi cũng có thể tương tác trò chuyện tặng quà cho các dân làng, cả vì mục đích thương mại (mua hạt giống, bán sản phẩm, v.v.) và các lý do xã hội.
Lễ hội đóng một vai trò quan trọng trong trò chơi, giúp nhân vật có cơ hội giao lưu và gặp gỡ những người hàng xóm. Người chơi thậm chí có thể gặp gỡ và tán tỉnh một trong những ứng viên độc thân nam và nữ trong làng, kết hôn và sinh con. Không giống như tất cả các trò chơi Harvest Moon khác, vợ hoặc chồng của người chơi có thể làm việc trên trang trại của họ.
Người chơi cũng sẽ có thể ngừng trò chơi hiện tại và bắt đầu lại từ đầu như con của một dân làng, đồng thời giữ lại bất kỳ khoản tiền nào mà người chơi đã kiếm được. Tuy nhiên, thật không may là dân làng sẽ không phản ứng khác đi, và nhân vật của bạn cũng y như cũ. Người chơi thậm chí có thể kết hôn với cha mẹ của nhân vật mới của họ từ lần chơi trước đó.
Việc sử dụng các công cụ xung quanh nông trại, hầm mỏ, sông và đại dương thường xuyên sẽ khiến người chơi có thêm nhiều kinh nghiệm trở nên thành thạo hơn. Điều này cho phép người chơi có thể xới được nhiều mảnh đất hơn bằng một lần cuốc, tưới nhiều mảnh đất cùng một lúc, bắt những con cá hiếm hơn, hoặc phá tan một tảng đá hoặc cành cây với nhiều sức mạnh hơn trong khi sử dụng ít sức chịu đựng hơn. Tùy thuộc vào mức độ kỹ năng của người chơi, việc làm vườn hoặc chăn nuôi có thể chiếm phần lớn thời gian trong một ngày. 
Có những động vật mới như đà điểu để người chơi có thể mua. Ngoài ra còn có những vật nuôi mà người chơi có thể nhận nuôi, vốn là những động vật hoang dã sống ở nhiều nơi khác nhau trên khắp hòn đảo. Điều này được thực hiện bằng cách nhận đủ số lượng trái tim từ chúng, và sau đó chọn nhận chúng về nuôi. Tuy nhiên, người chơi chỉ có thể sở hữu giới hạn một số lượng vật nuôi được nhận nuôi trong trang trại tại một thời điểm, vì vậy cần phải lựa chọn một cách khôn ngoan.

### Hôn nhân
Mỗi giới tính của nhân vật chính có sẵn 8 ứng cử viên kết hôn. Để kết hôn, người chơi phải nâng mức trái tim của người được chọn lên 8 trái tim. Điều này có thể dễ dàng thực hiện bằng cách hẹn hò, tặng quà hoặc chỉ cần nói chuyện với người ấy hàng ngày. Mặc dù kết hôn là một tùy chọn, nhưng nếu người chơi chọn làm như vậy, họ sẽ phải tìm một chiếc lông vũ màu xanh để cầu hôn.
Người chơi có thể chọn thời điểm họ muốn kết hôn. Sau khi kết hôn, họ sẽ có một đứa con. Khi đứa trẻ mới biết đi, người chơi có thể chơi với chúng. Sẽ có những sự kiện đặc biệt trong cuộc đời của đứa trẻ như "Những bước đầu tiên", "Biết nói", "Cận vị thành niên" và "Lớn lên". Tuy nhiên, con bạn không bao giờ lớn qua giai đoạn là một đứa trẻ. Một khi con bạn đến giai đoạn mà bạn có thể yêu cầu con làm việc nhà/đi dạo, đứa trẻ sẽ không lớn nữa sau thời điểm này. Người chơi cuối cùng sẽ nhận được tùy chọn để bắt đầu lại trò chơi khi trở thành con của chính họ.

### Trang trại
Khi bắt đầu chơi, người chơi sẽ được lựa chọn ba mảnh đất: đỉnh đồi, thị trấn và ven biển. Mỗi lô đất khác nhau về kích thước và vị trí. Các khu đất nằm trong cùng một quận, nhưng cách xa nhau.

## Tiếp nhận
Trò chơi nhận được đánh giá "trung bình" theo tổng hợp đánh giá "Metacritic".
James Newton của Nintendo Life đánh giá trò chơi với điểm số 5/10, nói trò chơi vẫn giữ lối chơi gây nghiện như các tựa game trước đó, nhưng Tree of Tranquility chỉ đơn giản là lặp lại quá nhiều sai lầm trong quá khứ và không tận dụng lợi thế của Wii ngoài một số điều khiển chuyển động và minigame.
Mark Bozon của IGN cho Tree of Tranquility 6.5/10 điểm, nói game là "một sản phẩm vừa phù hợp với những người chơi có kinh nghiệm sẵn vừa dành cho những người chỉ mới biết đến loạt" và "trò chơi dành nhiều thời gian tập trung vào nông nghiệp và kinh tế hơn là tán tỉnh và tương tác AI, nhưng nó cũng đặt nền móng tốt đẹp cho các tựa game Wii trong tương lai.